# بک سونگ هیون
بک سونگ هیون (انگلیسی: Baek Sung-hyun؛ زادهٔ ۳۰ ژانویهٔ ۱۹۸۹) یک بازیگر سینما اهل کره جنوبی است. او به علت بازی در سریال جونگ میونگ در نقش شاهزاده سوهیون شناخته شد. او همچنین در سریال بزرگ و وقتی تو خواب بودی در کنار سوزی ایفای نقش کرد.